# تايرا نو اتسوموري
تايرا نو اتسوموري (باليابانية: 平 敦盛، بالروماجي: Taira no Tomomori)، ساموراي ياباني مشهور، وأحد قادة قوات تايرا في حرب غينبيه ضد قبيلة ميناموتو، إشتهر بسبب قصة قتله في قتال فردي مع الفارس كوماغاي ناوزانيه [الإنجليزية] الموالي لقبيلة ميناموتو في معركة إيتشي نو تاني، ولأن ناوزانيه [الإنجليزية] كان لديه ابن بنفس عمر أتسوموري ندم على قتله مما أشهر قصتهما بشكل تراجيدي.

## قصته
القصة كما وردت في حكايات الهايكي، عند هجوم قوات ميناموتو بقيادة يوشيتسونيه على جرف إيتشي نو تاني، تفرقت قوات تايرا، بينما كان الفارس كوماغاي ناوزانيه [الإنجليزية] يمسح الشاطئ بحثاً عن جنود تايرا المنسحبين صادف أن وجد اتسوموري يسبح بإتجاه السفن الهاربة، ثم أشهر ناوزانيه [الإنجليزية] مروحته للسخرية منه ودعوته للقتال قائلاً: «أرى بأنك قائد عام، من المخز أن تدر ظهرك لعدوك، إرجع!»، عاد اتسوموري ليتبارز معه، لكن كان ناوزانيه [الإنجليزية] قوياً للغاية فغلبه، وبينما أزاح كوماغاي ناوزانيه [الإنجليزية] خوذة أتسوموري، صدم بأنه يقاتل شاب جميل الملامح بعمر إبنه حوالي 16 عاماً.
فسأل ناوزانيه عن إسمه، لكن اتسوموري رفض قائلاً له بأنه مشهور بما يكفي لكي يتعرف عليه رؤسائه عندما يأخذ رأسه إليهم ليحصل على مكافأته، في أثناء هذا وصل محاربون آخرون من ميناموتو وأدرك ناوزانيه [الإنجليزية] بأنه إذا لم يقطع رأسه فسيفعلها الجنود الآخرون بالتأكيد، لذا أخبر اتسوموري بأنه من الأفضل أن يفعلها هو، لأنه يستطيع أن يصلي عنه في الحياة الأخرى.
يقطع ناوزانيه [الإنجليزية] رأس اتسوموري وهو يبكي، ثم يبحث في جثته عن شيء لوضع رأسه ليجد كيساً يحتوي على مزمار، وأدرك أن اتسوموري هو أحد الجنود الذين يعزفون الموسيقى قبل المعركة ثم فكر مع نفسه: «هناك عشرات الألوف من الفرسان في جيوشنا الشرقية، لكني متأكد بأن أحداً منهم لم يحضر معه مزمار إلى المعركة، نبلاء البلاط هؤلاء فعلاً رجال لبقون».
يقال بأن قطع رأس اتسوموري هو ما دفع ناوزانيه [الإنجليزية] إلى الإعتكاف ليصبح راهباً بوذياً.
تم تناول قصة موت اتسوموري في الكثير من الأعمال الأدبية خاصة في مسرح النو والكابوكي بسيناريوهات وأشكال متعددة.

## معرض الصور

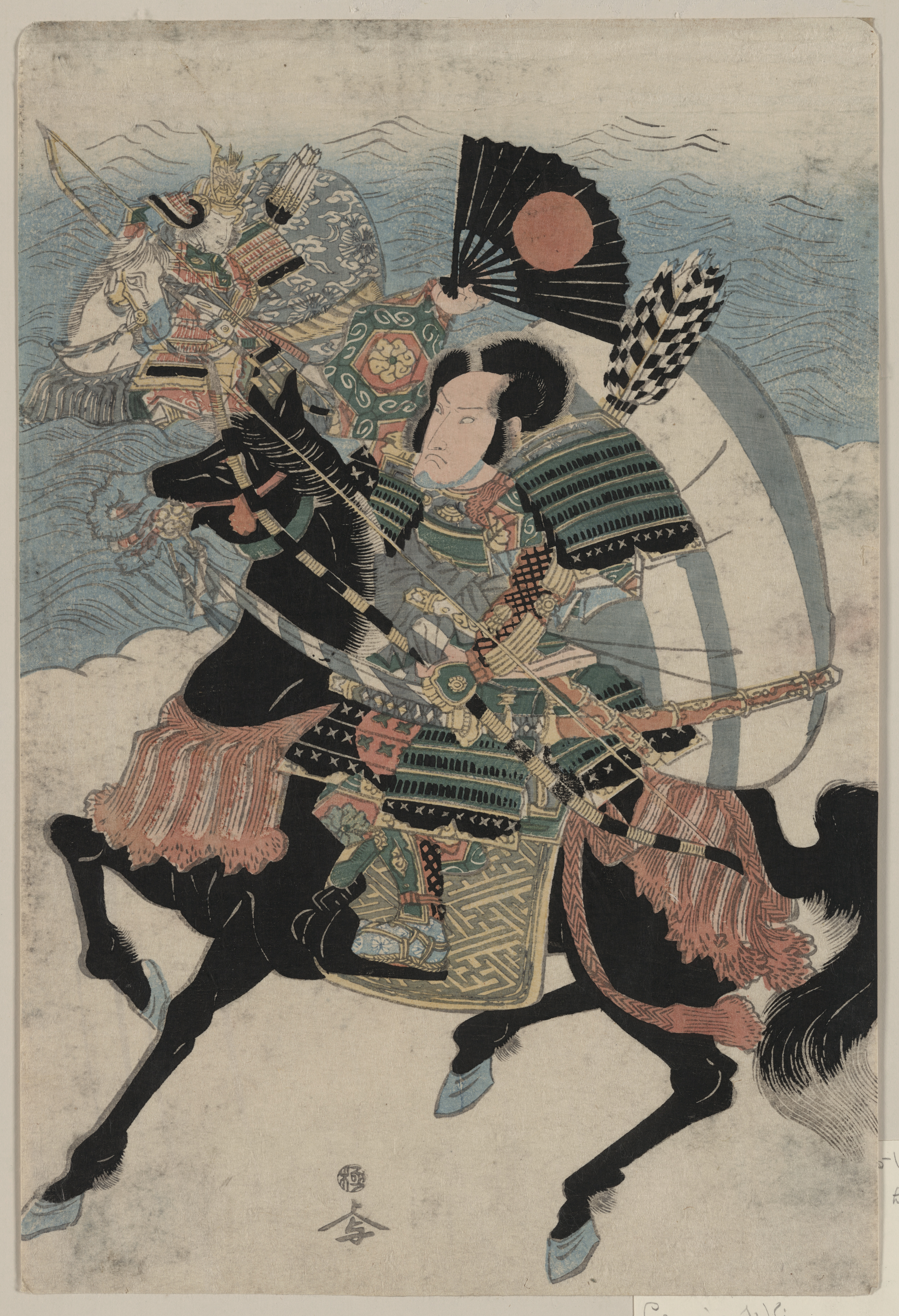
رسمة تظهر ناوزانيه [الإنجليزية] وهو يشهر مروحته تحدياً لأتسوموري الذي يسبح هارباً.
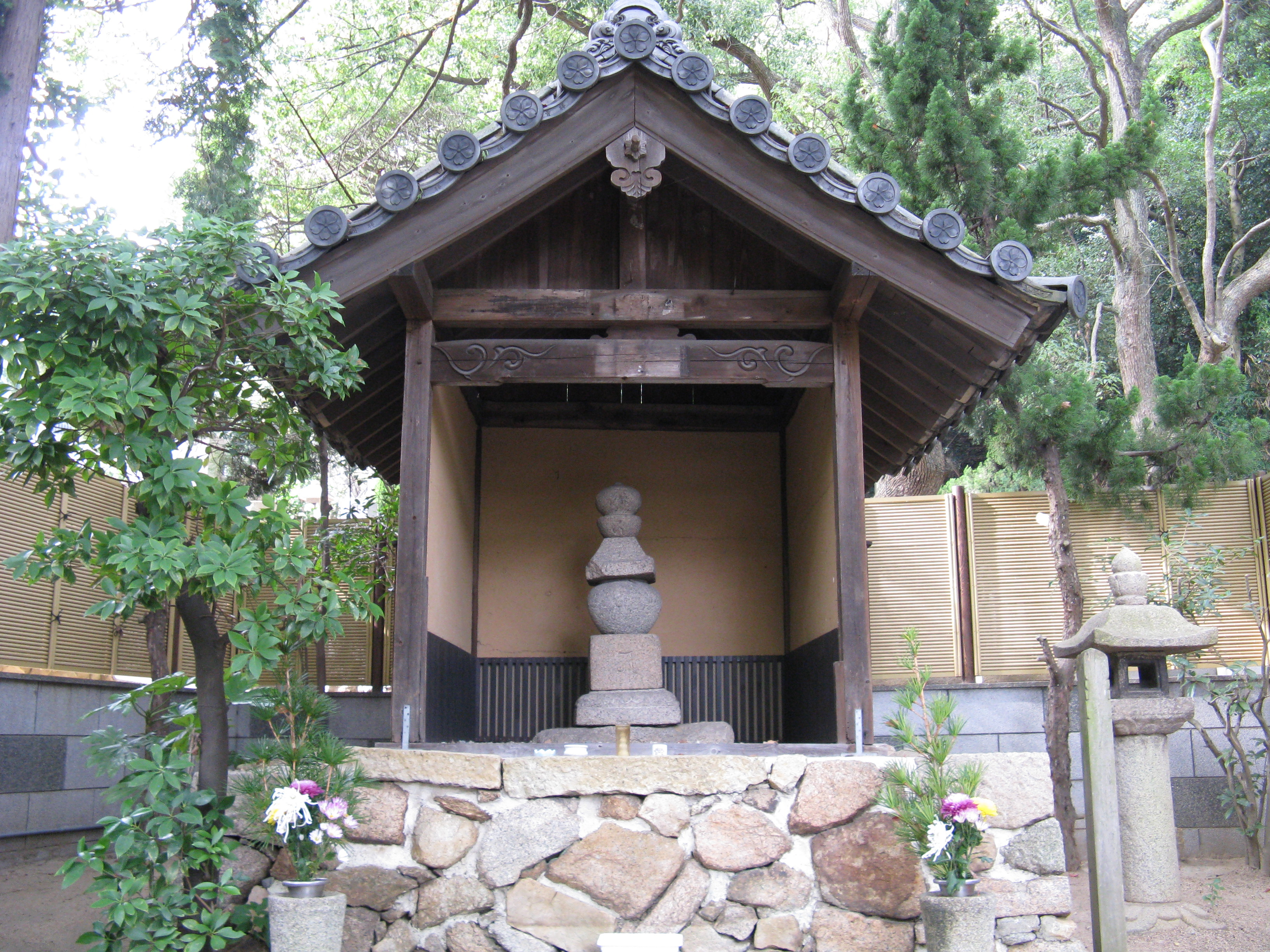
قبر أتسوموري حيث دفن رأسه.
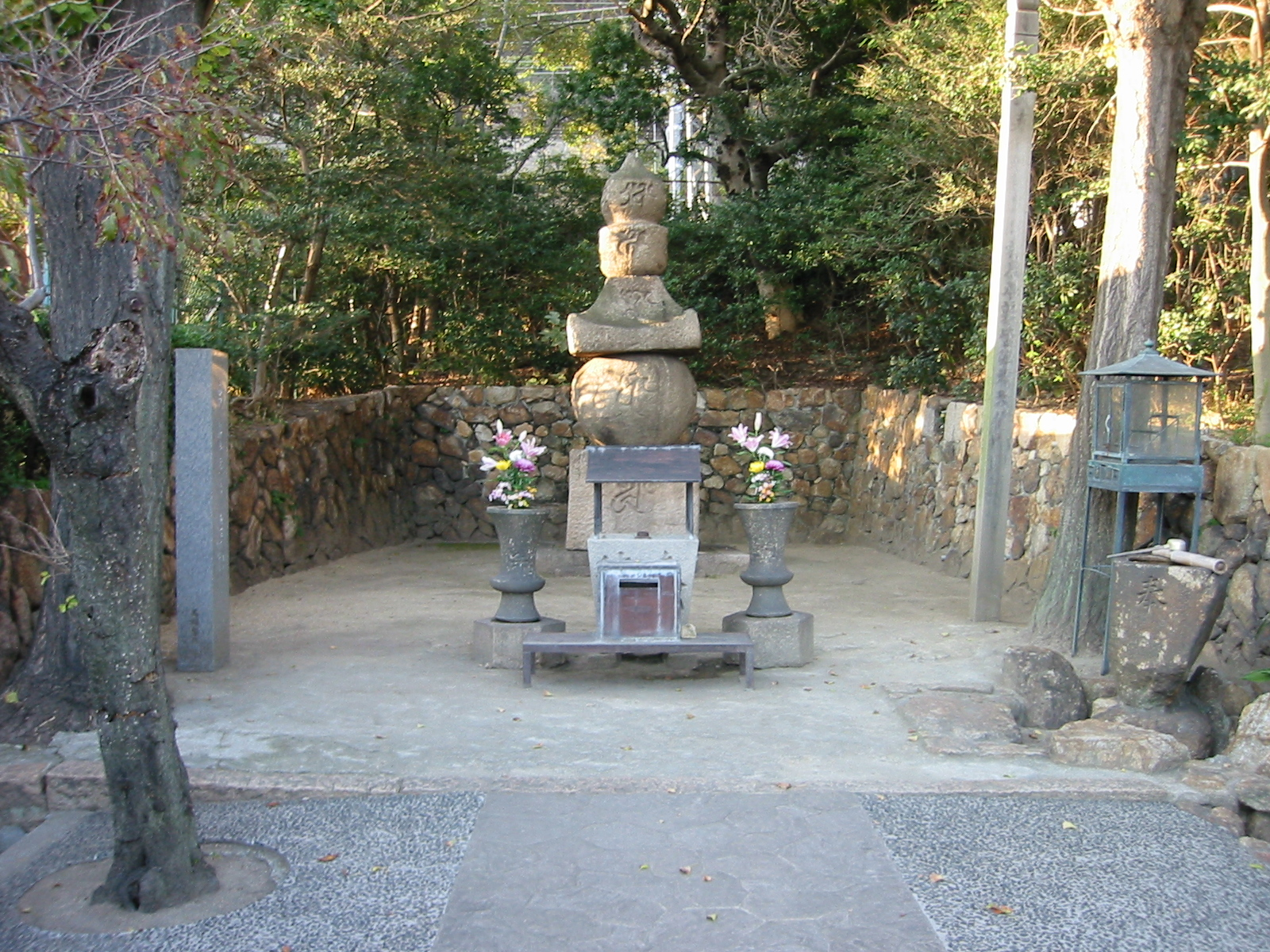
قبر أتسوموري حيث دفن جسده.
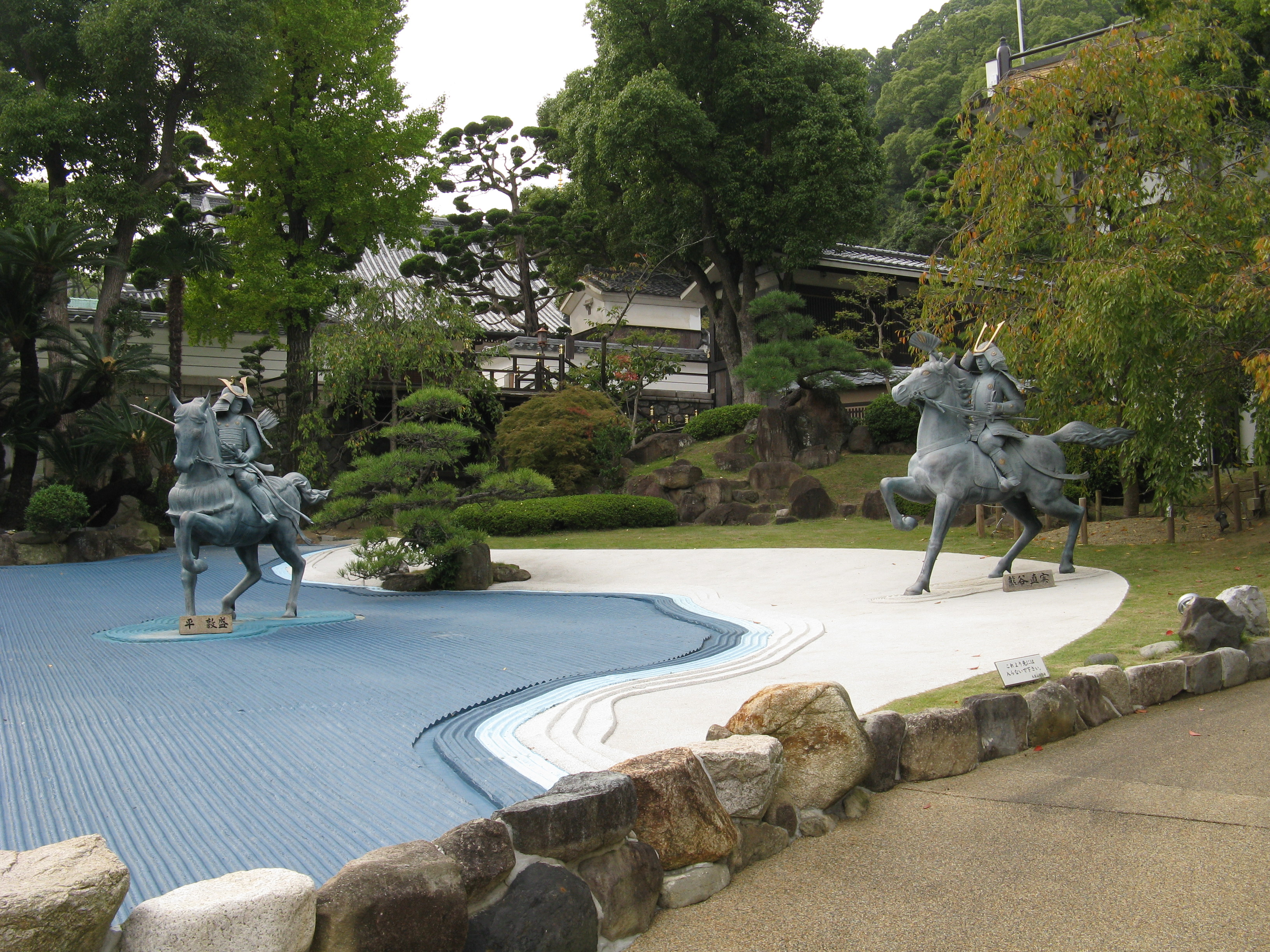
تمثالين لكل من تايرا نو أتسوموري (على اليسار) وقاتله كوماغاي ناوزانيه [الإنجليزية] (على اليمين) في معبد سوماديرا، في مدينة كوبي.